# Série de championnat de la Ligue américaine de baseball 2012

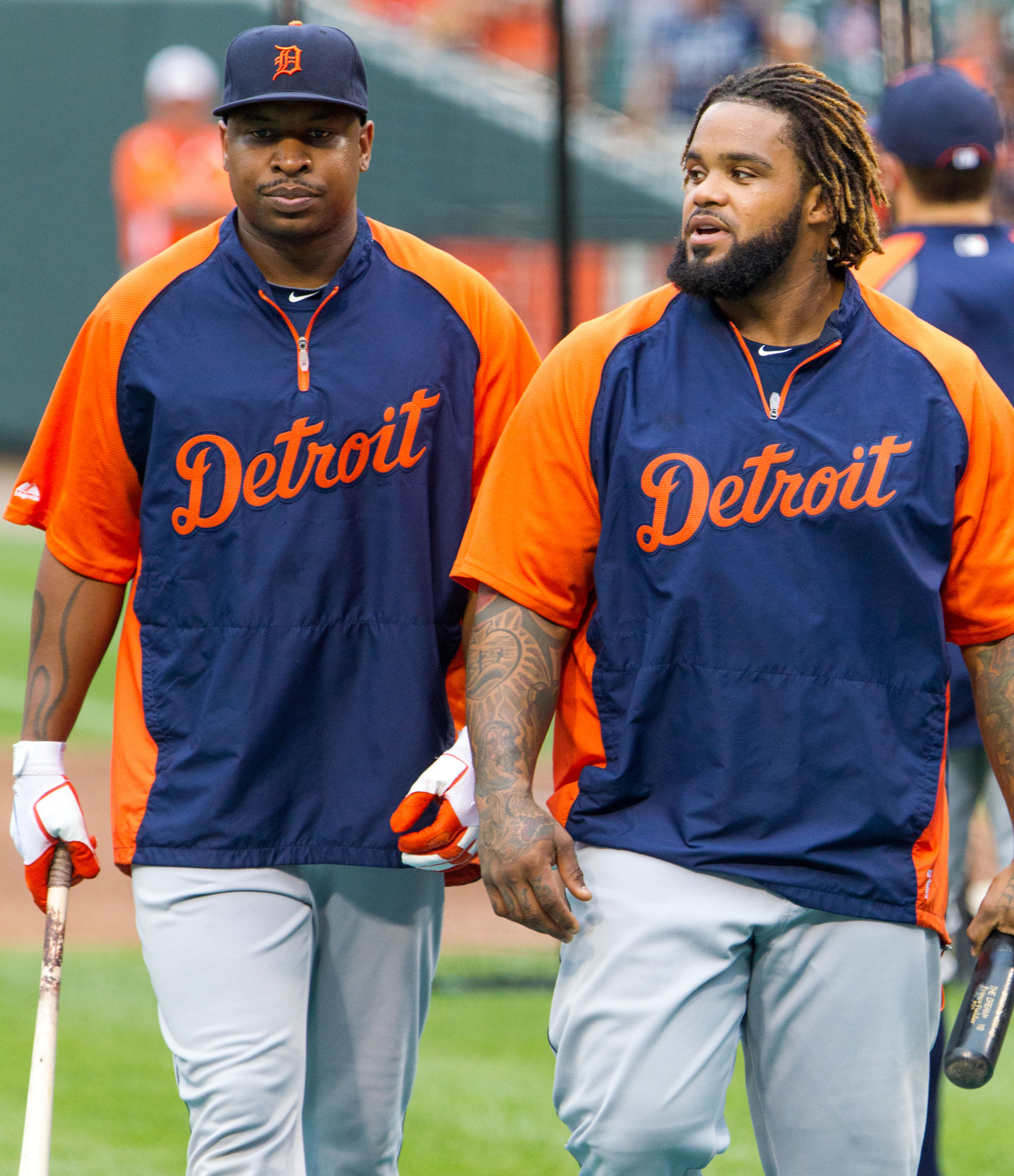
Le joueur par excellence de la série, Delmon Young (à gauche), aux côtés de Prince Fielder des Tigers de Détroit.

La Série de championnat de la Ligue américaine de baseball 2012 est la 43e série finale de la Ligue américaine de baseball, dont l'issue détermine le représentant de cette ligue à la Série mondiale 2012, la grande finale des Ligues majeures de baseball. Cette série au meilleur de sept parties débute le samedi 13 octobre 2012 pour se terminer le jeudi 18 octobre par une victoire en quatre parties consécutives des Tigers de Détroit sur les Yankees de New York.

## Nouveau format de séries éliminatoires
Le 2 mars 2012, la Ligue majeure de baseball annonce un nouveau format de séries éliminatoires qui permet à 10 équipes, et non plus 8, de se qualifier au terme de la saison régulière. La tenue de matchs de meilleurs deuxièmes le 5 octobre précède les Séries de divisions, pour lesquelles 4 équipes par ligue (Américaine et Nationale) sont qualifiées. Le nouveau format de séries éliminatoires est cependant sans conséquence pour les Séries de championnat.

## Équipes en présence
Les Yankees de New York détiennent la meilleure fiche victoires-défaites de la Ligue américaine en saison régulière 2012. Leur deuxième moitié de saison est cependant moins reluisante que la première et, installés au premier rang de la division Est avec une avance de 10 parties en juillet, ils voient cet avantage fondre au fil des semaines. L'égalité avec les Orioles de Baltimore persiste en première place pendant plusieurs jours au mois de septembre, mais les Yankees terminent finalement en tête avec une fiche de 95-67, deux victoires de plus que leurs rivaux. Les Yankees sont qualifiés pour les éliminatoires pour une 17e fois en 18 saisons et gagnent leur premier titre de section depuis 2009. Malgré deux défaites de plus qu'en 2011, la franchise la plus titrée du baseball décroche un 47e championnat de division. En Série de division 2012, les Yankees éliminent les Orioles de Baltimore trois victoires à deux.
Pour la première fois depuis les saisons 1934 et 1935, les Tigers de Détroit alignent deux championnats de division consécutifs. Tout comme en 2011, les Tigers décrochent le titre de la section Centrale de l'Américaine, malgré une performance en deçà des espérances et une régression de sept parties. À la traîne des White Sox de Chicago presque toute l'année, les Tigers prennent le premier rang le 26 septembre et complètent le calendrier régulier avec 88 victoires, 74 défaites et 3 parties d'avance sur leurs poursuivants. Ils sont menés par l'as lanceur Justin Verlander, le premier gagnant en 45 ans de la triple couronne Miguel Cabrera, et Prince Fielder, acquis l'hiver précédent. Détroit a la moins bonne fiche victoires-défaites des six champions de division de la saison 2012, et un dossier identique aux meilleurs deuxièmes de la Nationale, les Cardinals de Saint-Louis. En Série de division 2012, les Tigers éliminent les Athletics d'Oakland trois victoires à deux.
Yankees et Tigers s'affrontent en éliminatoires pour la troisième fois et pour la première fois en Série de championnat. Dans les Séries de divisions de 2006 et 2011, Détroit avait battu New York trois victoires à une et trois victoires à deux, respectivement. En saison régulière 2012, les Yankees ont gagné 6 des 10 affrontements les opposant aux Tigers.

## Déroulement de la série

### Calendrier des rencontres
La première équipe à remporter quatre victoires est sacrée championne de la Ligue américaine et la représente en Série mondiale 2012.
| Match | Date       | Visiteur            | Hôte                | Score              |
| ----- | ---------- | ------------------- | ------------------- | ------------------ |
| 1     | 13 octobre | Tigers de Détroit   | Yankees de New York | 6 - 4 (12 manches) |
| 2     | 14 octobre | Tigers de Détroit   | Yankees de New York | 3 - 0              |
| 3     | 16 octobre | Yankees de New York | Tigers de Détroit   | 1 - 2              |
| 4     | 18 octobre | Yankees de New York | Tigers de Détroit   | 1 - 8              |

### Match 1
Samedi 13 octobre 2012 au Yankee Stadium, New York, New York.
| Tigers de Détroit | 0 | 0 | 0 | 0 | 0 | 2 | 0 | 2 | 0 | 0 | 0 | 2 | 6 | 15 | 1 |
| Yankees de New York | 0 | 0 | 0 | 0 | 0 | 0 | 0 | 0 | 4 | 0 | 0 | 0 | 4 | 11 | 0 |
| Lanceurs partants : DET : Doug Fister NYY : Andy Pettitte Vic. : Drew Smyly (1-0) Déf. : David Phelps (0-1) HRs : DET : Delmon Young (1) NYY : Ichiro Suzuki (1), Raúl Ibáñez (1) |   |   |   |   |   |   |   |   |   |   |   |   |   |    |   |

Les Tigers mènent 4-0 en milieu de neuvième manche lorsque les Yankees créent l'égalité à leur dernière chance au bâton. Le lanceur des Tigers José Valverde accorde deux circuits de deux points, ceux d'Ichiro Suzuki et de Raúl Ibáñez. Ce dernier établit un record en devenant le premier joueur à claquer trois circuits en neuvième manche ou plus tard en matchs de séries éliminatoires, une même année, après ses deux longues balles le 10 octobre dans la troisième partie de la série contre Baltimore. Le match va en manches supplémentaires sur une égalité de 4-4 et Delmon Young procure la victoire aux Tigers avec un double en 12e reprise, qui est suivi d'un simple productif d'Andy Dirks. Durant cette manche, l'arrêt-court étoile des Yankees, Derek Jeter, se fracture la cheville gauche en trébuchant lorsqu'il récupère une balle frappée par Jhonny Peralta, ce qui met un terme à sa saison. Détroit gagne le match 6-4.

### Match 2
Dimanche 14 octobre 2012 au Yankee Stadium, New York, New York.
| Tigers de Détroit | 0 | 0 | 0 | 0 | 0 | 0 | 1 | 2 | 0 | 3 | 8 | 1 |
| Yankees de New York | 0 | 0 | 0 | 0 | 0 | 0 | 0 | 0 | 0 | 0 | 4 | 0 |
| Lanceurs partants : DET : Aníbal Sánchez NYY : Hiroki Kuroda Vic. : Aníbal Sánchez (1-0) Déf. : Hiroki Kuroda (0-1) Sauv. : Phil Coke (1) |   |   |   |   |   |   |   |   |   |   |   |   |

Pour Détroit, le lanceur Aníbal Sánchez ne donne que 3 coups sûrs et retire 7 frappeurs sur des prises en 7 manches. Son opposant Hiroki Kuroda travaille quant à lui 7 manches et deux tiers et enregistre 11 retraits sur des prises, la troisième meilleure performance du genre en éliminatoires par un lanceur des Yankees mais les ennuis des New-Yorkais en offensive se poursuivent et il écope de la défaite. Robinson Canó, des Yankees, n'a maintenant aucun coup sûr en 26 présences officielles consécutives au bâton depuis le début des éliminatoires, un nouveau record du baseball majeur pour une même édition des séries d'après-saison. Le match est marqué par une controverse lorsque l'arbitre au deuxième but arbitre déclare Omar Infante des Tigers sauf en huitième manche alors qu'il est clairement retiré, provoquant la colère du manager des Yankees Joe Girardi et son expulsion du match. Les Tigers en profitent pour ajouter un autre point et faire 3-0 mais le jeu a finalement peu d'incidence, car avec quatre coups sûrs au total dans la rencontre, les Yankees sont une proie facile et s'inclinent. Jim Leyland envoie Phil Coke et non José Valverde pour lancer les deux dernières manches et obtenir le sauvetage.

### Match 3
Mardi 16 octobre 2012 au Comerica Park, Détroit, Michigan.
| Yankees de New York | 0 | 0 | 0 | 0 | 0 | 0 | 0 | 0 | 1 | 1 | 5 | 1 |
| Tigers de Détroit | 0 | 0 | 0 | 1 | 1 | 0 | 0 | 0 | X | 2 | 7 | 0 |
| Lanceurs partants : NYY : Phil Hughes DET : Justin Verlander Vic. : Justin Verlander (1-0) Déf. : Phil Hughes (0-1) Sauv. : Phil Coke (2) HRs : NYY : Eduardo Núñez (1) DET : Delmon Young (2) |   |   |   |   |   |   |   |   |   |   |   |   |

Lançant pour la première fois de la série, le droitier Justin Verlander donne aux Tigers une avance difficilement surmontable, 3-0 dans la finale de la Ligue américaine. Le lanceur ne réussit, chose inhabituelle, que trois retraits sur des prises, mais limite les Yankees à trois coups sûrs et un point en huit manches et un tiers lancées. Phil Coke vient enregistrer les deux derniers retraits pour le sauvetage dans ce triomphe de 2-1 des Tigers. Delmon Young donne les devants à son club avec son second coup de circuit de la série en quatrième manche aux dépens de Phil Hughes, le lanceur des Yankees qui quitte la partie un frappeur plus tard en raison d'un mal de dos. Miguel Cabrera produit un deuxième point en cinquième manche pour Détroit.

### Match 4
Jeudi 18 octobre 2012 au Comerica Park, Détroit, Michigan.
| Yankees de New York | 0 | 0 | 0 | 0 | 0 | 1 | 0 | 0 | 0 | 1 | 2  | 2 |
| Tigers de Détroit | 1 | 0 | 1 | 4 | 0 | 0 | 1 | 1 | X | 8 | 16 | 1 |
| Lanceurs partants : NYY : CC Sabathia DET : Max Scherzer Vic. : Max Scherzer (1-0) Déf. : CC Sabathia (0-1) HRs: DET : Miguel Cabrera (1), Austin Jackson (1), Jhonny Peralta (1, 2) |   |   |   |   |   |   |   |   |   |   |    |   |

Le match est remis d'une journée en raison de la pluie à Détroit. Les Tigers remportent une victoire facile de 8-1 pour balayer les Yankees et accéder à la Série mondiale pour la première fois depuis 2006. Détroit claque quatre circuits, dont deux par Jhonny Peralta. Le lanceur partant Max Scherzer réussit 10 retraits sur des prises en seulement 5 manches et deux tiers au monticule pendant que son adversaire CC Sabathia a une soirée difficile contre les frappeurs des Tigers. 
Limités à deux coups sûrs dans le dernier match, les Yankees sont éliminés après n'avoir marqué que six points en quatre parties. Leur moyenne au bâton collective de ,188 est la plus mauvaise de l'histoire de la franchise dans une série éliminatoire. Le club est balayé pour la première fois de son histoire dans une série de quatre parties et est balayé pour la première fois depuis la Série de championnat 1980, alors un duel au meilleur de cinq parties perdu 3-0 contre Kansas City.

## Joueur par excellence
Avec six coups sûrs en 17 présences au bâton, dont trois coups de circuit, le frappeur désigné des Tigers de Détroit, Delmon Young, est élu joueur par excellence de la Série de championnat 2012 de la Ligue américaine. Young récolte six points produits en quatre rencontres face aux Yankees. Dans chacune des trois premières parties, il produit le point qui place les Tigers définitivement en avant, ce qui est une première dans l'histoire des séries de championnat selon le Elias Sports Bureau.